# Adolf Muschg
Adolf Muschg (ur. 13 maja 1934 w Zollikon) – szwajcarski literaturoznawca i prozaik.

## Życiorys
Studiował germanistykę, anglistykę oraz filozofię na uniwersytetach w Zurychu oraz Cambridge. W latach 1959–1962 pracował jako nauczyciel w zuryskim gimnazjum. W późniejszym okresie podejmował pracę jako wykładowca uniwersytecki na różnych uczelniach w Niemczech (m.in. na uniwersytecie w Getyndze), USA i Japonii. W latach 1970–1999 był profesorem języka niemieckiego w Politechnice Związkowej w Zurychu.
Od 1976 r. jest członkiem berlińskiej Akademii Sztuk Pięknych (niem. Akademie der Künste). Należy także do Akademii Nauk i Literatury w Moguncji (niem. Akademie der Wissenschaften und der Literatur) oraz Niemieckiej Akademii Języka i Literatury (niem. Deutschen Akademie für Sprache und Dichtung ), Wolnej Akademii Sztuk Pięknych w Hamburgu (niem. Freie Akademie der Künste). W 2003 r. został wybrany przewodniczącym berlińskiej Akademii Sztuk Pięknych. Z funkcji tej ustąpił nieoczekiwanie 15 grudnia 2005 r. Powodem tej decyzji były rozbieżne poglądy Muschga oraz senatu uczelni. 
Mieszka w miejscowości Männedorf niedaleko Zurychu.

## Nagrody i wyróżnienia
- 1968 - Nagroda im. Conrada Ferdinanda Meyera
- 1974 - Nagroda im. Hermanna Hessego
- 1984 - Zuryska Nagroda Literacka
- 1990 - Medal Carla Zuckmayera
- 1993 - Nagroda im. Ricardy Huch
- 1994 - Nagroda im. Georga Büchnera
- 1995 - Nagroda Vilenica
- 2001 - Nagroda Grimmelshausen

## Dzieła
1965 - Im Sommer des Hasen (pol. przekład W lecie Zająca, 1973)
1967 - Gegenzauber (pol. przekład Odczarowanie, 1973)
1968 - Fremdkörper
1968 - Rumpelstilz. Ein kleinbürgerliches Trauerspiel
1969 - Mitgespielt
1970 - Papierwände
1971 - Die Aufgeregten von Goethe. Ein politisches Drama
1972 - Liebesgeschichten
1974 - Albissers Grund (pol. przekład Motyw Albissera), powieść kryminalna
1976 - Entfernte Bekannte
1976 - Kellers Abend. Ein Stück aus dem 19. Jahrhundert
1979 - Noch ein Wunsch
1980 - Baiyun oder die Freundschaftsgesellschaft (pol. przekład Baiyun to biała chmura, 1986)
1982 - Leib und Leben
1984 - Das Licht und der Schlüssel. Erziehungsroman eines Vampirs
1986 - Goethe als Emigrant
1987 - Der Turmhahn und andere Lebensgeschichten
1993 - Der Rote Ritter. Eine Geschichte von Parzival
1994 - Herr, was fehlt euch? Zusprüche und Nachreden aus dem Sprechzimmer eines heiligen Grals
1995 - Nur ausziehen wollte sie sich nicht
1995 - Die Insel, die Kolumbus nicht gefunden hat. Sieben Gesichter Japans
1998 - O mein Heimatland!
2001 - Sutters Glück (pol. przekład Szczęście Suttera, 2003)
2002 - Das gefangene Lächeln. Eine Erzählung
2003 - Gehen kann ich allein und andere Liebesgeschichten
2004 - Der Schein trügt nicht. Ueber Goethe
2005 - Eikan, du bist spät
2008 - Wenn es ein Glück ist. Liebesgeschichten aus vier Jahrzehnten
2008 - Kinderhochzeit

## Pisma
1977 - Gottfried Keller (biografia)
1981 - Literatur als Therapie?
1997 - Wenn Auschwitz in der Schweiz liegt
2005 - Was ist europäisch? Reden für einen gastlichen Erdteil

## Opracowania
- Manfred Dierks (wyd.): Adolf Muschg. Suhrkamp-Verlag, Frankfurt am Main 1989
- Judith Ricker-Abderhalden (wyd.): Über Adolf Muschg. Suhrkamp-Verlag, Frankfurt am Main 1979
- Rüdiger Schaper: Wer im Glashaus schwitzt. Akademie-Präsident Adolf Muschg gibt auf. w: Der Tagesspiegel Nr. 19047, Berlin, 16. Dezember 2005; s. 25.
- Dorota Sośnicka, Sabrina Mutzbauer: „Mit dem Spiele spielen“: Zum Erzähldiskurs in  Adolf Muschgs Roman Der Rote Ritter, [w:] Colloquia Germanica Stetinensia 22, 2013, s. 141-160.
- Renate Voris: Adolf Muschg. C.H. Beck Verlag, München 1984.